# Rampside Hall
Rampside Hall est un bâtiment classé Grade I situé dans le quartier Rampside de Barrow-in-Furness, Cumbria, Angleterre.

## Histoire
C'est l'un des trois seuls bâtiments classés Grade I de l'arrondissement en dehors du complexe de l'abbaye de Furness et remonte au XVIIe siècle. Construit pour la famille Knype, il est surtout connu pour sa douzaine de cheminées qui lui ont valu le surnom de "les douze apôtres". Rampside Hall conserve la majorité de ses caractéristiques d'origine, la seule modification majeure ayant eu lieu en 1810 lorsque le toit du bâtiment est refait. Le bâtiment est gravement endommagé le 15 février 1865 lorsqu'un tremblement de terre qui secoue la région, renversant trois de ses célèbres cheminées, fissurant les murs et déplaçant certaines d'entre elles de huit pouces.
Il existe des preuves de l'existence d'une maison sur le site de Rampside Hall depuis 1634, mais la date précise de construction du bâtiment actuel serait à la fin du XVIIe siècle. Il subsistent certaines caractéristiques originales importantes notées par Historic England comme un puits dans la cave du bâtiment ainsi qu'un grand escalier traversant les trois étages, avec des balustrades et des mains courantes en chêne.